# Bojong Baru
Bojong Baru is een bestuurslaag in het regentschap Bogor van de provincie West-Java, Indonesië. Bojong Baru telt 19.820 inwoners (volkstelling 2010).